# Georgy Adelson-Velsky
Georgy Maximovich Adelson-Velsky (em russo:  Гео́ргий Макси́мович Адельсо́н-Ве́льский; nome também transliterado como Georgii Adelson-Velskii; Samara, Rússia, 8 de janeiro de 1922 – 26 de abril de 2014) foi um matemático e cientista da computação soviético e israelense de origem judaica.
Em agosto de 1992 foi para Israel, residindo em Asdode.
Adelson-Velsky morreu em 26 de abril de 2014, aos 92 anos, em seu apartamento em Givatayim, Israel.

## Publicações selecionadas
- Adel'son-Vel'skiĭ, G. M.; Kronrod, A. S. (1945), «On a direct proof of the analyticity of a monogenic function», Doklady Akad. Nauk SSSR (N.S.), 50: 7–9, MR 0051912.
- Adel'son-Vel'skiĭ, G. M.; Landis, E. M. (1962), «An algorithm for organization of information», Doklady Akademii Nauk SSSR, 146: 263–266, MR 0156719.
- Adel'son-Vel'skiĭ, G. M.; Arlazarov, V. L.; Bitman, A. R.; Životovskiĭ, A. A.; Uskov, A. V. (1970), «On programming a computer for playing chess», Akademiya Nauk SSSR i Moskovskoe Matematicheskoe Obshchestvo, 25 (2 (152)): 221–260, MR 0261965. Translated as "Programming a computer to play chess", Russian Mathematical Surveys 25: 221–262, 1970, doi:10.1070/RM1970v025n02ABEH003792